# ویتوریو میتزوجورنو
ویتوریو میتزوجورنو (ایتالیایی: Vittorio Mezzogiorno؛ ‏ ۶ دسامبر ۱۹۴۱ – ۷ ژانویهٔ ۱۹۹۴) یک هنرپیشه اهل ایتالیا بود.
از فیلم‌هایی که وی در آن نقش داشته است، می‌توان به سه برادر و کافه اکسپرس اشاره کرد.

## جوایز
- جایزه انجمن ملی فیلم ایتالیا بهترین بازیگر مرد (۱۹۸۰)
- جایزه انجمن ملی فیلم ایتالیا بهترین بازیگر نقش مکمل مرد (۱۹۷۹)